# Pierson (Floride)
Pour les articles homonymes, voir Pierson.
Pierson est une ville américaine située dans le comté de Volusia en Floride.

## Démographie
| 1930 | 1940 | 1950 | 1960 | 1970 | 1980  |
| ---- | ---- | ---- | ---- | ---- | ----- |
| 624  | 541  | 657  | 716  | 654  | 1 085 |

| 1990  | 2000  | 2010  | - | - | - |
| ----- | ----- | ----- | - | - | - |
| 2 988 | 2 596 | 1 736 | - | - | - |

Selon le recensement de 2010, Pierson compte 1 736 habitants. La municipalité s'étend sur 8,77 milles carrés (22,71 km2), dont 8,18 milles carrés (21,19 km2) de terres.